# Rhampholeon brachyurus
Rhampholeon brachyurus este o specie de cameleoni din genul Rhampholeon, familia Chamaeleonidae, descrisă de Günther 1893. Conform Catalogue of Life specia Rhampholeon brachyurus nu are subspecii cunoscute.